# Creu del Brull
La Creu del Brull és una creu de terme contemporània del Brull (Osona) situada entre el castell del Brull i l'església de Sant Martí del Brull.

## Descripció
Està formada per una columna prismàtica acabada en creu feta de grans carreus de pedra vermellosa tallats de manera regular i precisa. A la part de la creu, a dalt, hi ha una figura de Crist feta de pedra blanca i orientada a l'est. Hi trobem també una evocació del patró Sant Martí, una de Santa María i un escut amb les quatre barres, tot de pedra blanca. Al llarg de la columna, amb el text en vertical, hi ha gravada la inscripció "Pau a vosaltres". A sota hi ha una base o penya feta del mateix tipus de pedra.

## Història
Es va inaugurar el 3 d'agost de 1961 i substituïa l'antic pedró. Cap al 1960 l'entitat 'Amics de les Creus de Terme' va proposar la construcció de la creu al rector del Brull, Mn. Josep Coma, exposant que ornamentaria el lloc que aleshores ja era molt freqüentat perquè s'acabava d'obrir la carretera de Collformic al nucli del Brull. Va fer la part d'escultura i picapedrer en Joan Dodas, de Folgueroles, i l'obra de maçoneria en J. Crivillé, de Seva.